# Арройо, Майкл
Майкл Анто́нио Арро́йо Ми́на (исп. Michael Antonio Arroyo Mina; родился 23 апреля 1987 года в Гуаякиль, Эквадор) — бывший эквадорский футболист, атакующий полузащитник известный по выступлениям за «Барселоны» (Гуаякиль), мексиканскую «Америку» и сборную Эквадора. Участник чемпионата мира 2014 года.

## Клубная карьера

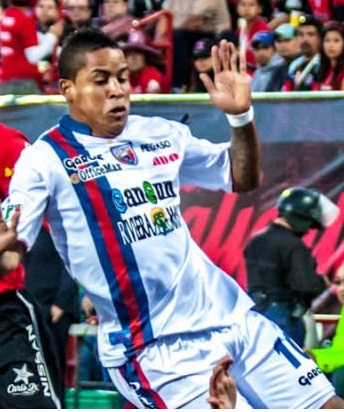
Арройо в составе «Атланте»

Арройо выпускник футбольной академии клуба «Эмелек». В 2006 году он дебютировал за клуб в эквадорской Серии А. Он не смог пробиться в основу и через два года покинул команду. В 2009 году Майкл перешёл в «Депортиво Кито». В составе нового клуба Арройо уже в первом сезоне выиграл чемпионат Эквадора.
В 2010 году Майкл перешёл в мексиканский «Сан-Луис». 25 июля в матче против «Монтеррея» он дебютировал в мексиканской Примере. 21 августа в поединке против «Эстудиантес Текос» Майкл забил свой первый гол за «Сан-Луис». В 2012 году Арройо перешёл в «Атланте». 8 января во встрече против «Гвадалахары» он дебютировал за новую команду. В этом поединке он забил свой первый гол за команду из Канкуна. Летом того же года на правах аренды Майкл вернулся на родину в «Барселону» из своего родного города. Он помог клубу выиграть чемпионат после чего вернулся в «Атланте».
Летом 2014 года Майкл перешёл в столичную «Америку». Сумма трансфера составила 4 млн евро. 27 июля в матче против «Тихуаны» он дебютировал за клуб их Мехико, заменив во втором тайме Луиса Рея. 20 октября в поединке против «Веракрус» Арройо забил свой первый гол за «Америку». В своём первом же сезоне он стал чемпионом Мексики. В 2015 году Майкл помог «Америке» впервые в истории выиграть Лигу чемпионов КОНКАКАФ. В 2016 году он во второй раз подряд стал победителем Лиги чемпионов КОНКАКАФ, забив гол в финале против УАНЛ Тигрес.
29 июня 2017 года перешёл в бразильский «Гремио». 31 июля в матче против «Сантоса» он дебютировал в бразильской Серии A. До конца года сыграл в семи матчах бразильской Серии A, а также два раза попадал в заявку на матчи Кубка Либертадорес, выигранного командой 29 ноября, но на поле не выходил. В начале 2018 года Арройо вернулся в гуаякильскую «Барселону». В 2020 году он завершил карьеру, став чемпионом Эквадора.

## Международная карьера
8 мая 2010 года в товарищеском матче против сборной Мексики Арройо дебютировал за сборную Эквадора. 28 мая 2011 года в поединке против Мексики Майкл забил свой дебютный гол.
В 2011 году он принял участие в Кубке Америки. На турнире Арройо сыграл в матчах против Бразилии, Парагвая и Венесуэлы.
В 2014 году Майкл попал в заявку сборной на участие в Чемпионате мира в Бразилии. На турнире он сыграл в матчах против сборных Швейцарии и Франции.
В 2016 году Арройо во второй раз принял участие в Кубке Америки в США. На турнире он сыграл в матче против команды США. В этом же поединке Майкл отметился голом.

### Голы за сборную Эквадора
| #   | Дата          | Место                                                 | Противник | Счёт | Результат | Соревнование                     |
| --- | ------------- | ----------------------------------------------------- | --------- | ---- | --------- | -------------------------------- |
| 01. | 28 мая 2011   | Сэнчури Линк-филд, Сиэтл, США                         | Мексика   | 1:1  | 1:1       | Товарищеский матч                |
| 02. | 1 июня 2011   | Бимо Филд, Торонто, Канада                            | Канада    | 1:2  | 2:2       | Товарищеский матч                |
| 03. | 4 июня 2014   | Сан Лайф-стэдиум, Майами, Канада                      | Англия    | 2:2  | 2:2       | Товарищеский матч                |
| 04. | 30 марта 2016 | Метрополитано Роберто Мелендес, Барранкилья, Колумбия | Колумбия  | 3:1  | 3:1       | Чемпионат мира 2018 квалификация |
| 5.  | 16 июня 2016  | Сэнчури Линк-филд, Сиэтл, США                         | США       | 2:1  | 2:1       | Кубок Америки 2016               |

## Достижения
Командные
 «Депортиво Кито»
- Победитель эквадорской Примеры — 2009

 «Барселона» (Гуаякиль)
- Победитель эквадорской Примеры (2) —  2012, 2020

 «Америка» (Мехико)
- Победитель мексиканской Примеры — Апертура 2014
- Обладатель Кубка чемпионов КОНКАКАФ (2) — 2014/15, 2015/16

 «Гремио»
- Обладатель Кубка Либертадорес — 2017 (не играл)